# Encephalartos horridus
Encephalartos horridus ist ein Vertreter der Palmfarne (Cycadales) und gehört zur Gattung der Brotpalmfarne (Encephalartos).

## Merkmale

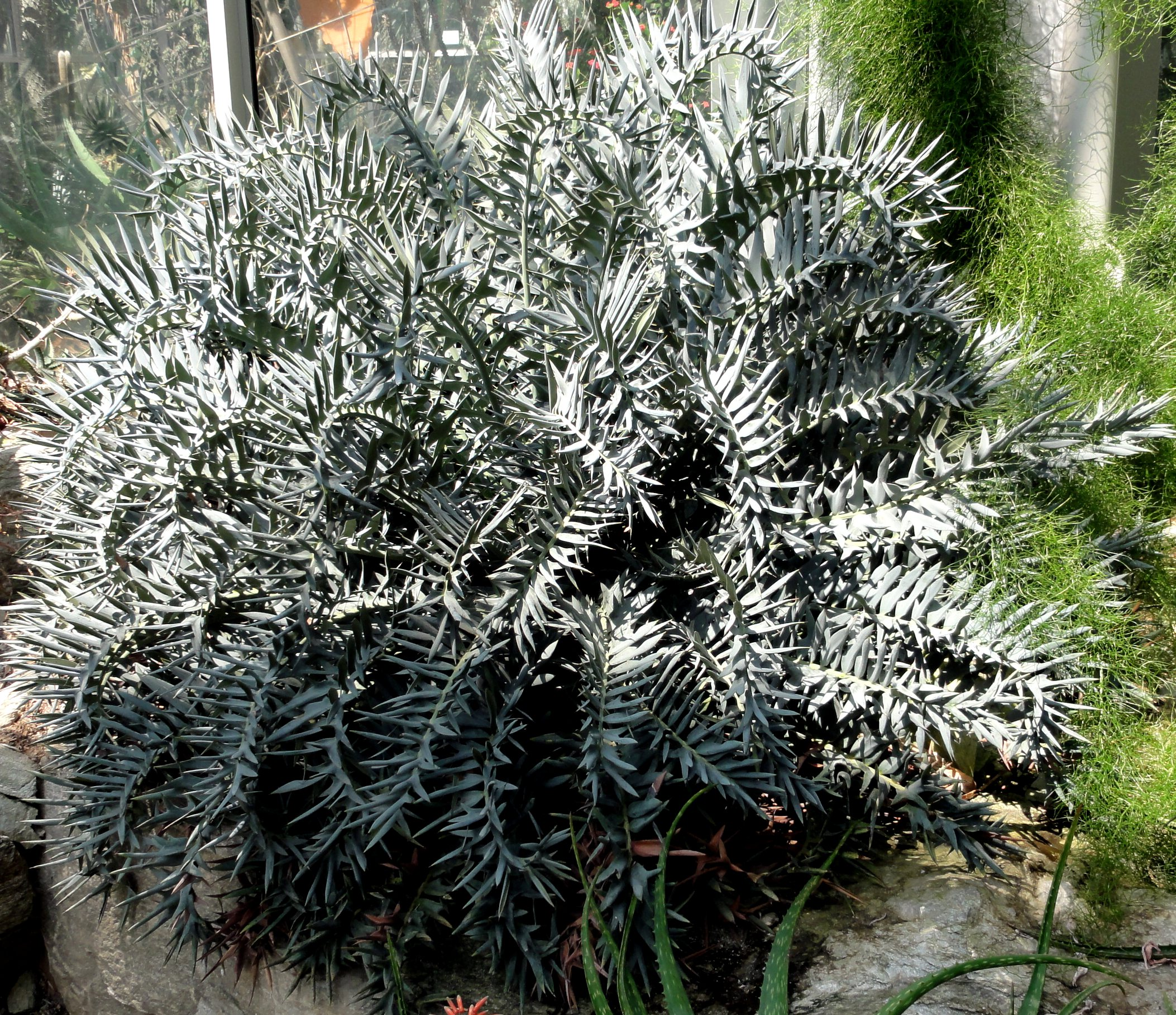
Pflanze im Palmengarten Frankfurt

Die Stämme wachsen meist unterirdisch, sind unverzweigt, bilden an der Basis jedoch viele Ableger, sodass große Stammgruppen entstehen. Selten wächst der Stamm oberirdisch und wird bis 1,5 Meter hoch bei einem Durchmesser von 20 bis 30 cm. Die Krone ist stets spärlich wollig behaart. Die zahlreichen Blätter sind aufrecht, steif, 0,5 bis 1 m lang, 10 bis 15 cm breit und scharf nach hinten und unten gebogen. Junge Blätter sind silbrig-blau; die Färbung wird durch eine Wachsschicht hervorgerufen, die mit der Zeit verwittert, sodass alte Blätter stumpf grün sind. Der Blattstiel ist 12 bis 15 cm lang und hat eine verbreiterte, hellbraune Basis. Die unteren Fiederblättchen sind zur Basis hin immer mehr reduziert; die untersten bestehen nur mehr aus einem Dorn. Die mittleren Fiederblättchen sind 10 bis 13 cm lang und 2,5 bis 30 mm breit; jedes Fiederblättchen besteht aus zwei bis drei deutlichen Lappen, die aus der Blattebene gedreht sind. Die Blattränder sind stark zurückgebogen. Die Spitzen der Blättchen und der Blattrand sind mit steifen, scharfen Dornen besetzt.
Die weiblichen Zapfen stehen einzeln oder bis zu dritt, bei sehr alten Exemplaren auch bis zu fünft. Sie sind eiförmig, 25 bis 50 cm lang und 20 bis 40 cm im Durchmesser. Die Farbe reicht von (selten) gelb über orange bis knallrot. Der Stiel ist sehr kurz, sodass der Zapfen sitzend erscheint. Die mittleren Sporophylle sind 5 bis 6 cm lang. Die an der Zapfenoberfläche liegende Seite des Sporophylls ist 3 bis 3,5 cm hoch, 4 bis 4,5 cm breit und besitzt eine raue, pockige Oberfläche. Die Sarcotesta des Samens ist zur Reife blassrot bis karminrot. Die Sklerotesta ist eiförmig, 25 bis 28 mm lang, 15 bis 18 mm im Durchmesser, manchmal dreieckig im Querschnitt, mit glatter, hellbrauner Oberfläche.
Die männlichen Zapfen stehen einzeln, selten zu zweit. Sie sind annähernd zylindrisch und 20 bis 40 cm lang bei einem Durchmesser von 6 bis 12 cm. Die Grundfarbe ist blaugrün mit einer schwarzen bis rotbraunen dichten Behaarung. Der Stiel ist 40 bis 45 mm lang bei einem Durchmesser von 21 bis 26 mm; er ist gleich gefärbt und behaart wie der Zapfen. Die Sporophylle sind 3,5 bis 4 cm lang. Die an der Zapfenoberfläche liegende Seite des Sporophylls ist 15 bis 18 mm hoch und 35 bis 40 mm breit und endet in einem einen cm langen Schnabel. Die Oberfläche ist braun- bis schwarz-rot. Die Sporangien stehen in einem einzelnen Fleck.
Die Art ist besonders im Hinblick auf die Blätter sehr variabel.

## Verbreitung und Standorte
Die Art ist in Südafrika heimisch; ihre Vorkommen liegen in der Östlichen Kapprovinz in den Bezirken Port Elizabeth und Uitenhage. Sie wächst im Karoo-Busch, auch im Addo- und Uitenhage-Busch in trockenen, wüstenähnlichen Gebieten zusammen mit sukkulenten Euphorbien und Strelitzia juncea. Die Niederschläge liegen bei 250 bis 600 mm, gleichmäßig übers Jahr verteilt. Das Klima ist temperat mit seltenen Frösten im Winter und Sommertemperaturen bis 40 °C.

## Ökologie
Die Reproduktion der Art am natürlichen Standort ist langsam. Einer der Gründe ist der Rüsselkäfer Antliarhinus zamiae, dessen Larven das Endosperm der Samen fressen. Im Zusammenspiel mit Habitat-Verlust, illegalem Sammeln und Fraß durch Ziegen und Stachelschweine ist die Art heute gefährdet.

## Systematik
Die Art wurde 1809 von Nikolaus Joseph von Jacquin als Zamia horrida erstbeschrieben. Im Jahr 1834 stellte Johann Georg Christian Lehmann die Art als Encephalartos horridus zur Gattung Encephalartos.

## Nutzung
Aufgrund der auffälligen Blätter und der Einfachheit der Haltung wird die Art gerne als Zierpflanze kultiviert. Illegaler Handel mit Wildaufsammlungen stellen eine große Gefahr für die Bestände dar.

## Belege
- Loran M. Whitelock: The Cycads. Timber Press, Portland OR 2002, ISBN 0-88192-522-5, S. 201 f.